# Antoine Le Camus (1602-1687)
Antoine Le Camus seigneur d’Hémery est un administrateur français né le 10 novembre 1602 à Paris, et mort le 25 janvier 1687 à Saint-Jean de Grève. 

## Famille et Mariage
Baptisé en 1602, Antoine le Camus est le fils de Nicolas le Camus (1657-1648) et de Marie Colbert (1580-1642). Si son père est secrétaire du Roi ainsi que conseiller d'État, Marie Colbert est la fille d'un orfèvre : Gérard Colbert.
Cadet d'une famille de 10 enfants, Antoine le Camus se marie le 21 janvier 1631 à Paris avec Elisabeth Feydeau la fille de Denis Feydeau qui était conseiller du Roi. De cette union naissent 5 enfants : Marie, Denis (président de la Cour des Aides), André (conseiller au Parlement de Paris), Étienne (chanoine), et Françoise (religieuse.

## Carrière
Le 6 septembre 1624, il est reçu conseiller au parlement de Paris 
Le 31 octobre 1631, il devient maître des requêtes. 
De 1637 à 1643 il est président en la chambre des comptes de Paris.
Du 21 décembre 1647 à 20 avril 1648, il occupe les fonctions d'intendant de Paris.
Du 21 avril 1648 à 1657, il est contrôleur général des finances succédant à Michel Particelli d'Emery.

## Mort
Alors âgé de 84 ans, Antoine le Camus s'éteint le 25 janvier 1687 à Saint-Jean de Grève. Il est inhumé la même année à l'Église des Minimes à Paris.